# Iosif Rotariu
Iosif Rotariu (n. Prigor, Rumanía, 27 de septiembre de 1962) es un exfutbolista internacional y entrenador rumano, que jugaba de mediocampista, que jugó en su selección nacional y militó en diversos clubes de Rumania y Turquía. Es plenamente identificado con el Politehnica Timișoara (club donde inició y terminó su carrera como jugador y estuvo también como entrenador).

## Selección nacional
Rotariu jugó 25 partidos internacionales para la selección nacional rumana y anotó solo un gol. Incluso participó con su selección, en una sola edición de la Copa del Mundo FIFA, que fue en la edición de Italia 1990, donde la selección rumana llegó a octavos de final, cayendo ante Irlanda mediante lanzamientos penales. Rotariu disputó los 4 partidos de la selección rumana, en esa cita mundialista de Italia.

## Participaciones en Copas del Mundo
| Mundial                        | Sede   | Resultado        | Partidos | Goles |
| ------------------------------ | ------ | ---------------- | -------- | ----- |
| Copa Mundial de Fútbol de 1990 | Italia | Octavos de final | 4        | 0     |

## Clubes
| Club                  | País    | Año         |
| --------------------- | ------- | ----------- |
| Politehnica Timișoara | Rumania | 1981 - 1986 |
| Steaua Bucarest       | Rumania | 1986 - 1990 |
| Galatasaray           | Turquía | 1990 - 1992 |
| Bakırköyspor          | Turquía | 1992 - 1994 |
| CFR Timișoara         | Rumania | 1994 - 1995 |
| Politehnica Timișoara | Rumania | 1995 - 1996 |
| Steaua Bucarest       | Rumania | 1997 - 1998 |
| Politehnica Timișoara | Rumania | 1998        |
| Extensiv Craiova      | Rumania | 1999        |
| Politehnica Timișoara | Rumania | 2000 - 2001 |
| Bihor Oradea          | Rumania | 2001 - 2002 |
| Politehnica Timișoara | Rumania | 2012 - 2013 |